# ヴェラ〜信念の女警部〜
『ヴェラ〜信念の女警部〜』（ヴェラしんねんのおんなけいぶ、原題: Vera）は、アン・クリーヴスの小説をベースにしたイギリスのミステリーテレビドラマシリーズ。
2011年から2023年まで12シーズンがITVで放送された。
架空の町ノーサンバーランドの警部ヴェラを主人公とする。

## 登場人物

### メイン
- ヴェラ・スタンホープ: ブレンダ・ブレッシン - 警部
- ジョー・アシュワース: デヴィッド・レオン（英語版） - ヴェラの部下、部長刑事（シーズン1～4、シーズン13〜）
- エイデン・ヒーリー: ケニー・ドーティ（英語版）- ヴェラの部下、部長刑事（シーズン5～12）

### リカーリング
- ケニー・ロックハート: ジョン・モリソン（英語版） - ヴェラの部下、巡査
- ビリー・カーライト: ポール・リッター - 検視官（シーズン1～3）
- セリーヌ・アシュワース: ソニア・カシディ（英語版） - ジョーの妻（シーズン1～4）
- ホリー・ローソン: ウンミ・モサク（英語版） - ヴェラの部下、巡査（シーズン1～2）
- ベサニー・ウィーラン: クシュ・ジャンボ - ヴェラの部下、巡査（シーズン2～6）
- レベッカ・シェパード:  クレア・カルブレイス（英語版） - ヴェラの部下、巡査（シーズン3～4）
- マーカス・サマー: キングズリー・ベン＝アディル - 検視官（シーズン4～6、8）
- アンソニー・カーマイケル: クリストファー・コルクホーン - 検視官（シーズン7）
- ヘレン・ミルトン: リサ・ハモンド（英語版） - ヴェラの部下、内勤での調査担当（シーズン5～）
- マーク・エドワーズ: ライリー・ジョーンズ（英語版） - ヴェラの部下、巡査（シーズン1～）

## エピソード

### シーズン1
1. 「海に消えた秘密」/ Hidden Depths
  - 若者が自宅のバスタブの中で殺される。続いて教育実習生の女性も海辺で死んでいるのが見つかる。若者の母親と付き合っている男が、教育実習生の知り合いの知り合いであったことから、ヴェラたちは2つの事件の関連性を調べる[1]。
  - ゲスト出演者
    - ジーナ・マッキー（ジュリー・アームストロング、被害者の母）
    - マレー・ヘッド（ピーター・カルバート、大学教授）
    - ジュリエット・オーブリー（フェリシティ・カルバート、ピーターの妻）
    - サマンサ・ニール（リリー・マーシュ、教育実習生）

  - ヴェラは父親を亡くし、彼が住んでいた家に移り住む。
2. 「償いの行方」/ Telling Tales
  - 11年前に恋人の娘を殺害した罪で有罪になった女が、拘置所からの移送中に脱走し、父のもとを訪ねるも拒絶されて自殺する。その後、彼女にはアリバイがあったことが判明し、ヴェラは事件を再捜査する。すると11年前の被害者の友人だった男も殺されてしまう[2]。
  - ゲスト出演者
    - アラン・ウィリアムズ（マイケル・ロング、自殺したジーニーの父）
    - ヒューゴ・スピーア（英語版） （キース・マントル、娘を殺された男）
    - ケイト・フォスター・バーンズ（英語版）（エマ・ベネット、11年前に死んだアビーの親友）
    - ダニエル・ローズ（クリス・ウィンター、エマの弟）
    - エリザベス・エドモンズ（メアリー・ウィンター、クリスの母）
    - ロリータ・チャクラバーティ（英語版）（キャロライン・フレッチャー、11年前当時の警部補）
3. 「鎮魂の実」/ The Crow Trap
  - 昔の同僚ベラ・ファーネスが農家の納屋で撲殺死体で発見され、ヴェラが捜査にあたる。その地域に採石場を開発する計画があり、開発業者はベラを説得しようとしていた。また、その地域では数年前に少年が失踪しており、その母親は当時ベラに責任があると主張していた。さらにベラとともに自然保護を主張していた活動家親子も絡んで容疑者が多いことにヴェラは悩む[3]。
  - ゲスト出演者
    - ダニエラ・ナルディーニ（英語版）（アン・プリース、環境調査員）
    - ダニエル・フリン（英語版）（ゴッドフリー・ウォー、採石場経営者）
    - ジョン・リンチ（エドムント・フルウェル、活動家）
    - エリザベス・カーリン（英語版）（ベヴ・マクドナルド、行方不明になった少年の母）
4. 「過去のない女」/ Little Lazarus
  - ひどい暴行を受けた若い母親の死体が沼地で発見され、ヴェラは足跡をたどって近くの川に沈んでいる少年を発見して救命する。少年は、自分と母親が「光る男」を恐れていたと言う。また、テレビに映っていた裁判官のことを知っていると言う[4]。
  - ゲスト出演者
    - キーラン・オブライエン（英語版）（ボビー・ソルター、被害者と不倫していた男）
    - ケリー・フォックス（パトリシア・カーマイケル、裁判官）
    - ティム・ダットン（英語版）（エイダン、パトリシアの夫）
    - ジョー・レントン（ダニー・ヘイル、被害者の少女時代に施設で一緒だった男）

  - ヴェラは心臓に不調をきたし、事件解決後に検査を受ける。

### シーズン2
本国イギリスとは第3話と第4話の放送順が入れ替わっている。
1. 「闇を覆う炎」/ The Ghost Position
  - ヴェラの昔の同僚マッケン巡査部長が自宅を放火され、重傷を負った娘のいる病院で自殺したことから、娘の継父、マッケン巡査部長が監視していた行方不明のデモ参加者、デモ参加者の妊娠中のガールフレンド、美術教師など、多くの容疑者が浮かび上がる[5]。
  - ゲスト出演者
    - ジュリー・グレアム（英語版）（マリアンヌ、マッケンの元妻）
    - ロン・クック（英語版）（ロン、マリアンヌの夫）
    - エミリー・ウーフ（英語版）（ジャニス、絵の教師）
    - ローズ・レスリー（レナ、ダグラスの婚約者）

  - ローソン刑事（演：ウンミ・モサク（英語版））が自ら希望してマンチェスター警察に異動する。
2. 「声なき叫び」/ Silent Voices
  - 社会福祉士ジェニー・リスターが水泳中に殺害される。誰もがジェニーのことを完璧な人間であるかのように語り、ヴェラの疑念をかきたてる[6]。
  - ゲスト出演者
    - ハンナ・ブリットランド（英語版）（ハンナ、被害者の娘）
    - ジェームス・ラストール（サイモン、ハンナの恋人）
    - ペニー・ダウニー（英語版）（ヴェロニカ、サイモンの母）
    - ケイ・ウラッグ（英語版）（コニー・マスターズ、ジェニーの元同僚）
    - ダニエル・ラパイン（マイケル・モーガン、医学療法士）

  - ローソン刑事の公認としてベサニー・ウィーラン刑事（演：クシュ・ジャンボ）が着任する。
3. 「偽りの栄誉」/ Sandancers
  - 軍の爆発物処理班における英雄デヴァソン曹長が自宅で銃による自殺の形で発見される。彼の副官オリーはアフガニスタンで敵の地雷を踏んで死亡しており、部隊の同僚やオリーの両親が容疑者となるが、やがて同僚だったオコーナーがやはり拳銃で死亡する。そして、デヴァソンの妻ローラがオリーと不倫していたことを知ったデヴァソンがオリーを危険な作戦に派遣したことが判明する[7]。
  - ゲスト出演者
    - クレア・カルブレイス（英語版）（レベッカ・シェパード大尉、軍警察）
    - ステーヴン・クリー（英語版）（ヴィンス・グラフトン伍長）
    - アレックス・プライス（英語版）（ケヴィン・オコーナー上等兵）
    - ナオミ・ベントレー（ローラ、デヴァソンの妻）
4. 「母の愛」/ A Certain Samaritan
  - 歩道橋の上で発見された靴が、はるか離れた場所のゴミ箱で発見された死体から脱げたものと判明する。彼の母親、ガールフレンド、白血病で死期が迫っている養蜂家、地元の麻薬ディーラーなどが容疑者となる[8]。
  - ゲスト出演者
    - フィリス・ローガン（英語版）（シャーリー、被害者の母）
    - シーン・キャンピオン（英語版）（ベン・ガスリー、養蜂家）
    - フリーダ・ティール（ロキシー、被害者のガールフレンド）

  - ヴェラは亡き父の愛人の元歌手マギー・キンズデール（演：ジュディ・パーフィット（英語版））の存在を知り、彼女を訪ねる。そして父と彼女の間に子ども（ヴェラの異母妹）がいたことを知る。

### シーズン3
本国イギリスとは第1話と第2話の放送順が入れ替わっている。
1. 「家族の形」/ Poster Child
  - 医師ダン・マースデンが人里離れた田舎の自宅の居間で頭蓋骨を撃ち抜かれ、2人の娘カレンとミラが連れ去られる。ミラはバグダッドの爆弾テロの奇跡の生き残りであり、治療したマースデンの養子になっていたが、当時自分も養父になろうとしていた写真家ジョナ・リーガンに容疑がかかる[9]。
  - ゲスト出演者
    - ディーン・アンドリューズ（英語版）（ジョナ・リーガン）
    - シファ・アフラン（ミラ・マースデン）
    - サスキア・リーヴス（ローラ・マースデン）

  - ケルマン刑事が着任するが、この事件で殉職してしまう。
  - ヴェラは前話で写真が出てきた異母妹の名前がカーラであることがわかったとジョーに話す。
2. 「ねじれた運命」/ Castles in the Air
  - 深夜、若い女性リジー・フォークナーが友人2人と週末に滞在していた別荘の外で撃たれ、ヴェラとジョーは彼女の殺害が近くの野原で活動している密猟者と関係があるのではないかと疑う。ロバート・ドランという容疑者を特定するが、彼は当時近くにいたにもかかわらず、リジー殺害の関与を否定する[10]。
  - ゲスト出演者
    - リチャード・リデル（ロバート・ドラン）
    - ジョン・ライト（英語版）（アンドリュー・フランクス）
    - ニコラス・グリーヴス（英語版）（ティム・ホプキンス）
    - アレックス・チャイルズ（カースティ・ホプキンス）
3. 「永遠の償い」/ Young Gods
  - キャンプ場で週末を過ごしていた生徒たちが、炎に巻かれて崖から川へ転落する人を目撃する。被害者のギデオン・フランは、地元の名門学校の卒業生だが、元恋人に対して頻繁に嫌がらせをしていた[11]。
  - ゲスト出演者
    - モーリーン・ビーティー（英語版）（リップマン校長）
    - レベッカ・ベンソン（英語版）（ルーシー）

  - 新任刑事としてレベッカ・シェパード（シェップ、S2E3参照、演: クレア・カルブレイス（英語版））が着任する。
4. 「悲しき絆」/ Prodigal Son
  - 女たらしの男が路上で刺殺される。この男は元警察官であったが、企業弁護士に雇われて、自分の妹の婚約相手が社長をしている酒造会社の秘密を探っていた[12]。
  - ゲスト出演者
    - リアム・カニンガム（サム・ハーパー、酒造会社社長）
    - ジル・ハーフペニー（英語版）（マギー・ワーノック、被害者の姉）
    - ソフィー・スタッキー（英語版）（エヴァ・ハーパー、サムの娘）

  - 被害者から誘われたことがあるというキャリー・キンズデールというウェイトレスの住所を知ったヴェラは、彼女の家の扉に袋を置いてくる。

### シーズン 4
1. 「ぬぐえぬ傷痕」/ On Harbour Street
  - ジョーの娘ジェシーが電車の座席で老女が死んでいるのを発見する。被害者が営んでいた下宿は入江を見下ろす景色の良いところに建っており、女性の保護施設の運営に携わっていた。かつて保護施設にいた風俗嬢がやがて転落死してしまう[13]。
  - ゲスト出演者
    - エヴァ・バーシッスル（英語版） （ケイト・ダロウ、被害者の下宿に住む女性）
    - ティリー・ボスバーグ（英語版） （ディー・シントン、かつて保護施設にいた風俗嬢）
    - ポール・コプリー（英語版） （マルコム・ケンリッチ、ボートに住む男）

  - ビリー・カーライトの後任の検視官にマーカス・サマー（演: キングズリー・ベン＝アディル）が着任する。
2. 「迷える親子」/ Protected
  - 不動産業を営む父親の引退パーティーの日、息子のデヴィッドが浜辺で撲殺される。近くで店を開いている男がかつてこの親子の家で息子を失っていたことから第一容疑者となる[14]。
  - ゲスト出演者
    - ジョン・ウッドヴァイン（英語版） （アラン・ケンワージー、不動産業者）
    - デイヴ・ヒル （ラリー・クロウ、商店主）
    - テレサ・バナム（英語版） （ローナ・アンダーウッド、被害者の姉）
3. 「狩人の夜」/ The Deer Hunters
  - 市内に暮らす作家が郊外の狩猟場で射殺されているのが発見される。死体発見者の姉弟は、付近一帯の荘園を所有する一家の親戚だった[15]。
  - ゲスト出演者
    - ウィリアム・アッシュ（英語版） （ライナス・カンピオン、鶏肉業者）
    - クライヴ・ラッセル（アレン・バーンズ、荘園領主）
    - ケリー・ブライト（英語版） （ヴァネッサ・バーンズ、アレンの娘）
    - シャーロット・ホープ （サスキア・バーンズ、ライナスとヴァネッサの娘、死体発見者）
4. 「虚構の愛情」/ Death of a Family Man
  - 貿易業の経営者ジョン・シャーウッドが殺害される。彼の部下は密輸に手を染めている。ジョンの息子はかつて交通事故を起こして子どもを死なせており、ジョンはその子どもの母親と不倫していた[16]。
  - ゲスト出演者
    - マイブリット・セーレンス（英語版）（ステラ・シャーウッド、被害者の妻）
    - コリン・ティアニー（ルーク・シャーウッド、被害者の弟）
    - ロバート・グレニスター（オーウェン・プリース、歳入関税庁の役人）
    - ティム・ダンテイ（英語版）（マーク・ドノヴァン、被害者の部下）

### シーズン5
1. 「届かぬ思い」/ Changing Tides
  - 別荘地で火災が発生し、空き家だったはずの建物から地主の妹の死体が発見され、付近で独身パーティーを行っていた若者たちが疑われる[17]。
  - ゲスト出演者
    - ウェイン・フォスケット（ジム・ヴァイナー、地主）
    - ドリアン・ラフ（英語版）（マルコム、現場近くの住人）
    - キャサリン・ローズ・モーリー（英語版）（クレア・ヴァイナー、ジムの娘）
    - ケイト・ブレイベン（英語版）（サリー、被害者の友人）

  - ジョーは出世して他の職場に転じており、その後任としてエイデン・ヒーリー部長刑事（ケニー・ドーティ（英語版））が着任する。シェップも異動している。
2. 「過去からの告発」/ Old Wounds
  - 森の中で白骨死体が発見され、30年ほど前に失踪した十代の女性と判明する。当時のこの地域は炭鉱ストに荒れており、彼女の父親や関係者はストライキへの関与やスト破りの疑いなどで混乱していた[18]。
  - ゲスト出演者
    - ジョージ・コスティガン（英語版）（ビル・テリング、被害者の父親）
    - フィリップ・マーティン・ブラウン（英語版）（スタン・コンヴィル、ビルの友人）
    - ダラー・オマリー（英語版）（ジョン・ワーウィック、ヴェラの元上司）
    - マルティン・マルケス（英語版）（マイケル・テナント、下院議員）

  - 刑事部屋の調査担当にヘレン・ミルトン（リサ・ハモンド（英語版））が着任する。
3. 「父と息子」/ Muddy Waters
  - 牧場の汚物桶の中から死体が発見される。ヴェラらが捜査を開始すると、牧場で雇われていた出稼ぎ労働者のひとりも死亡する[19]。
  - ゲスト出演者
    - マーク・ボナー（英語版）（ダニー・プライアー、牧場主）
    - アレックス・リード（英語版）（カレン・プライアー、ダニーの妻）
    - ヴェリボール・トピッチ（ミロシュ、牧場の従業員）
4. 「家族の裏側」/ Shadows in the Sky
  - 高校生の娘を持つ父親が立体駐車場の屋上から転落死する。調べていくと彼は更生施設に送り込んだ若い女性と浮気をしていたのではないかという疑惑が浮かび上がる[20]。
  - ゲスト出演者
    - カーラ・メラコ（ライラ、被害者の娘）
    - ネイディーン・マーシャル（英語版）（エリー・スローン、被害者の妻）
    - リーバイ・ヒートン（ハンナ・フェリス、更生施設で被害者の世話になっていた若い女性）
    - ラケル・キャシディ（英語版）（グロリア・エドワーズ、被害者の同僚）

### シーズン6
1. 「犠牲となった命」/ Dark Road
  - 荒野で50代の女性の死体が発見される。彼女には二人の娘がおり、ヴェラたちは謎の交際相手の正体を追求する[21]。
  - ゲスト出演者
    - ケリー・ガフ（英語版）（ニコール、被害者の娘、教師）
    - フェイ・マーセイ（英語版）（クリスティーン、ニコールの妹）
    - ダニエル・イングス（英語版）（サイモン、ニコールの夫）

  - ヴェサニーが犯人に撃たれて殉職する。

## 製作
撮影はニューカッスル・アポン・タインとイングランド北東部のノーサンバーランド一帯で行われている。ロケ地にはゲーツヘッド、ノースシールズ、ウィットリーベイ、アンブル、ウォークワース、アルンマス、バンバーグ、リンディスファーン島などがある。ヴェラの家の外観撮影に使われた農家は、リンディスファーン島の一部であるスヌークにある。
第1シリーズの「海に消えた秘密」、「償いの行方」、「鎮魂の実」、第2シリーズの「声なき叫び」は、アン・クリーヴスの同名小説が原作である。

## 作品の評価
このシリーズは英国で多くの賞を受賞し、ノミネートされている。

### 受賞歴
- エドガー賞 TVエピソード部門[24]
  - 2017年 ノミネート （「Dark Road」）
  - 2018年 ノミネート （「The Blanket Mire」）
- 犯罪スリラー賞（英語版）
  - 2011年 テレビ番組部門 ノミネート
  - 2011年 女優部門 ノミネート
  - 2012年 コンビ部門 ノミネート
  - 2012年 女優部門 ノミネート
- ローズ・ドール賞
  - 2021年 生涯功労賞 受賞（ブレンダ・ブレシン）[25]
- ナショナル・テレビジョン賞（英語版）
  - 2023年 ドラマ演技部門 ノミネート（ブレンダ・ブレシン）
  - 2023年 復帰ドラマ部門 ノミネート